# グリーン・ニューディール (政策)
グリーン・ニューディール（GND）は、雇用創出、経済成長、経済格差の是正といった他の社会的目標の達成とともに、気候変動に対処するための政策提案である。
名前に含まれている「ニューディール」とは、1933年から1935年にかけて、フランクリン・D・ルーズベルトがアメリカ合衆国の大恐慌に対応するために行った一連の改革と公共事業であるニューディール政策に因んでいる。 グリーン・ニューディールは、ルーズベルトの行った経済的アプローチに加え、再生可能エネルギーや資源効率といった現代的なアイデアを組み合わせたものである。
2019年の米国議会では、アレクサンドリア・オカシオ＝コルテス下院議員（民主党）とエド・マーキー上院議員（民主党）がグリーン・ニューディールのための決議案を提出したが、上院で否決された。欧州連合では、欧州委員会が2019年に提案した欧州グリーン・ディールが 欧州理事会で支持され、2020年1月には欧州議会でも支持された。
2000年代初頭以降、特に2018年以降、「グリーン・ニューディール」に関する複数の政策が米国内外で提案された。
グリーン・ニューディールを掲げて出馬した最初の米国政治家は、2010年にニューヨーク州知事選に出馬した緑の党の ハウイー・ホーキンスである。 緑の党のジル・スタインは、2012年と2016年にグリーン・ニューディールを掲げてアメリカ大統領選挙に出馬した。

## 歴史

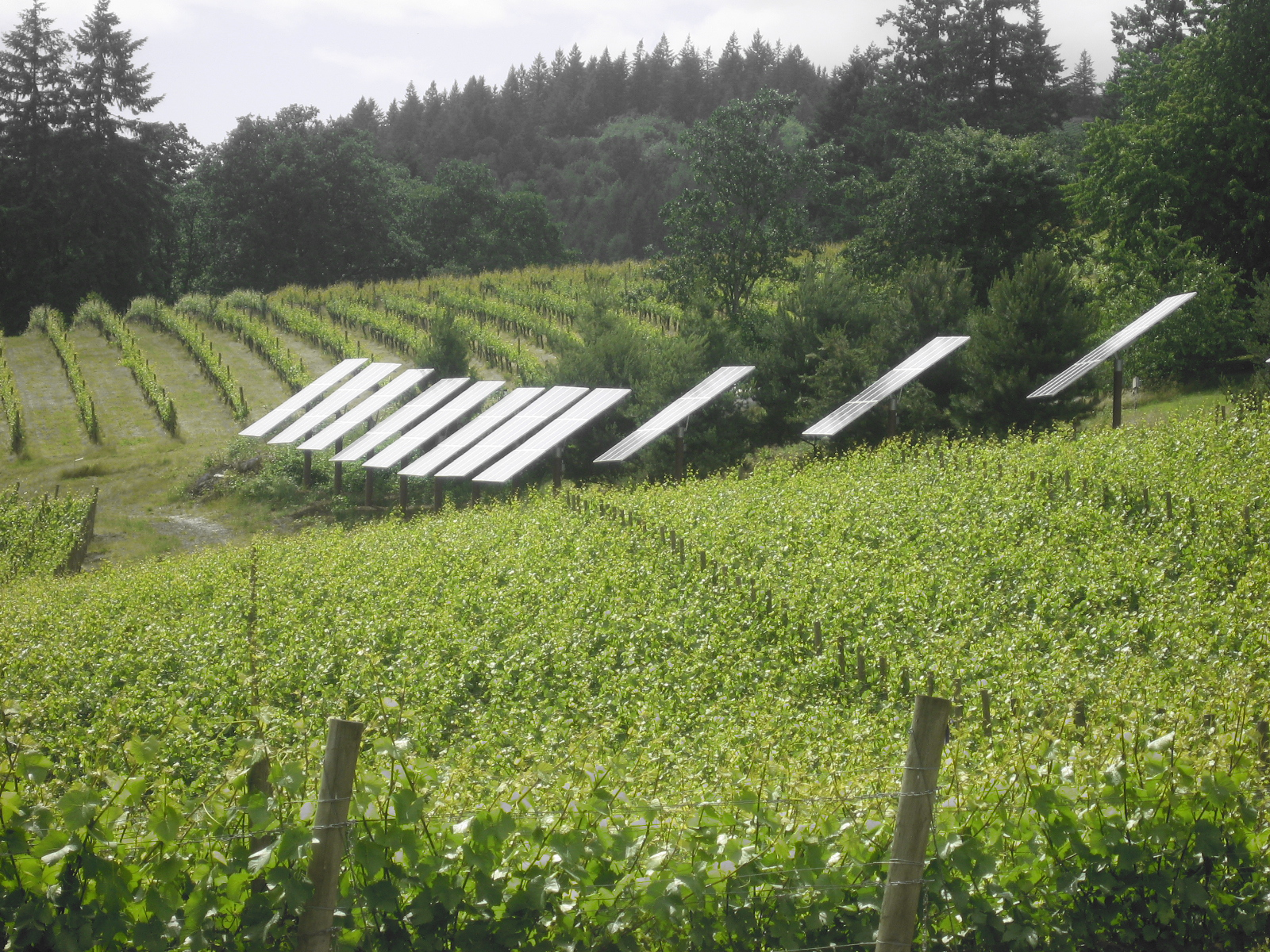
再生可能エネルギー発電と組み合わせた持続可能な農業

1970年代から1990年代にかけて、労働運動や環境運動の活動家によって、アメリカ経済を再生不能なエネルギーから脱却させるための経済政策が主張された。
「グリーン・ニューディール」というフレーズを初めて使用したのは、ジャーナリストのトーマス・フリードマンである。彼はニューヨーク・タイムズとニューヨーク・タイムズ・マガジンにおいて、このアイデアを主張した。2007年に彼は以下のように述べている。
あなたが自宅の庭に風車を設置したり、屋根にソーラーパネルを載せたりしたのなら、それはそれで素晴らしいことだが、電力網のあり方そのものを変えてこそグリーンな世界を実現できるのだ。すなわち、ダーティーコールや石油から、クリーンコールや再生可能エネルギーへの転換だ。それはこれまでにない巨大な産業プロジェクトだ。最後に、ニューディール政策のように、そのグリーン版に取り組めば、21世紀へ向けて経済を活性化させるまったく新しいクリーン電力産業を創出する可能性があるのだ。
フリードマンは、2008年9月に出版した著書『Hot, Flat, and Crowded』で、この考え方をさらに発展させた。このアプローチは、英国ではグリーン・ニューディール・グループに取り上げられ、同グループは2008年7月21日にその名を冠した報告書を発表した。このコンセプトは、国連環境計画（UNEP）が国際的に推進し始めたことでさらに一般化され、広く知られるようになった。
2008年初頭、作家のジェフ・ビガーズは、アパラチア山脈の 炭鉱地帯で執筆した文章で、グリーン・ニューディールを主張している。彼は、「（当時の大統領候補者）オバマは、この地域を刷新し、激しく分裂している民主党の間に広がる溝を埋めるために、ニュー『グリーン』ディールを提案することによって、こうした人種差別を打ち砕き、炭田地帯の貧困化と破滅をもたらした山頂除去採掘をやめさせるべきだ」と書いた。それ以降、ビガーは4年間にわたりグリーン・ニューディールの提案を続けた。
アメリカ緑の党およびそこから大統領に候補したジル・スタインは、2012年から「グリーン・ニューディール」を提唱した グリーン・ニューディールは、現在もアメリカ緑の党の公式な綱領の一部である。

### COVID-19 復興プログラム
2019年までに、グリーン・ニューディールを求める国際的な機運はすでに顕著になっていた。これは、2018年後半に米国で大衆的な支持を得たこと、異常気象やグレタ効果、IPCC1.5℃特別報告書などから地球温暖化の脅威に対する認識が高まったことを反映している。それまでの国内政治や多国間政治における活動に加え、都市外交においてもグリーン・ニューディールを支持する動きがあった。2019年10月、C40都市気候リーダーシップグループはグローバル・グリーン・ニューディールを支援することを約束し、94都市すべてから決然とした行動をとることを発表し、30都市はすでに排出量を減少に転じさせ、実質排出ゼロに向けて急速に進んでいる。
さらに、COVID-19パンデミックからの復興プログラムには、米国内外のグリーン・ニューディールを含めるという提案も含まれた。
しかし2020年12月、国連は、世界のCOVID-19復興刺激策の多くがクリーン・エネルギーには向けられていないとする報告書を発表した。国連事務総長のアントニオ・グテーレスは、世界各国政府が化石燃料を「倍増させている」と指摘した。
2021年現在、外交問題評議会などのコメンテーターは、バイデン政権によって制定されつつある気候変動に配慮した政策に加えて、中国、インド、欧州連合などの他の主要経済国も「グリーン・ニューディールが構想する政策の一部を実施し始めた」と指摘している。

## 環境正義
アメリカの下院議員アレクサンドリア・オカシオ＝コルテスとエド・マーキーが2019年に提出した決議案は、「公正な移行」を提唱し、弱い立場のコミュニティを不当に傷つけてきたこれまでの制度的不正義を否定するものであった。評論家たちは、将来のグリーン・ニューディール型のプログラムに米国内外での環境正義も強調するよう求めている。
他の評論家たちは、正義を取り入れる必要性には同意するものの、アイデンティティ政治を過度に強調したり、経済的に進歩的な施策を過剰に盛り込んだりすることに警鐘を鳴らしている。彼らは、グリーン・ニューディール政策に多くのことを盛り込みすぎると、広範な多数派の支持を得ることが難しくなると懸念している。世論調査によると、2019年のオカシオ=コルテスとマーキーのグリーン・ニューディールは当初、保守派の過半数に支持されていた。しかし、FOXニュースなどの番組が過度に社会主義的であると敵対的に批判した数ヶ月後には、アメリカの保守派における支持率は35%に低下した。

## オーストラリア
オーストラリア緑の党は、2009年以降グリーン・ニューディールに似た「グリーン・プラン」を提唱している。クリスティーン・ミルン副党首は、2009年2月19日にABCのパネルディスカッション番組「Q&A」でこのアイデアについて議論し、2009年のオーストラリア緑の党の大規模な全国会議の主題となった。

## カナダ
2019年5月上旬、気候変動による壊滅的な影響を軽減するための緊急の地球環境対策が必要とする機運が高まり、約70の団体からなる超党派連合が「グリーン・ニューディールのための協定（フランス語でNew Deal vert au Canada）」を立ち上げた。この連合は、モントリオール、トロント、バンクーバーで記者会見を開き、2030年までに化石燃料の排出量を半減することを求めた。2019年5月16日、緑の党は「ミッション・ポッシブル ー グリーンな気候対策」と題した5ページの計画概要を発表した。

## 欧州連合
欧州大陸では、DiEM25が 2019年のEU選挙に向けて「グリーン・ニューディール」を旗印に選挙運動を展開した 2019年12月、新たに選出されたフォン・デア・ライエン率いる欧州委員会は、「欧州グリーン・ディール」という名称の一連の政策案を提示した。米国版に比べると脱炭素化のスケジュールは穏やかで、2050年のカーボンニュートラルを目指している。この政策案は、経済のあらゆる部門を巻き込み、国外からのカーボンリーケージを防ぐために、国境調整メカニズムである「炭素関税」の選択肢が検討されている。
スペインのバレンシア地方政府が策定中の週休4日制の試験的プログラムは、「気候変動の活動家がグリーン・ニューディールによって『ハンバーガーのない殺伐とした世界』を作ろうとしているという...否定論への...有益な対抗策」と評されている。
2020年4月、欧州議会はCOVID-19パンデミックからの復興プログラムに欧州グリーンディールを含めるよう求めた。
この提案は、化石燃料を終わらせるという目標には程遠く、COVID-19パンデミック後のグリーンな復興には不十分であると批判された。その代わりに、EUは「欧州のためのグリーン・ニューディール」を提案し、石炭、石油、ガスによる地球温暖化を継続させている法的規制を変更し投資を増やすとした。
2021年7月、欧州委員会は「Fit for 55」法案を発表した。この法案には自動車産業の将来に対する重要な指針が盛り込まれており、2035年以降欧州市場に投入される新車はすべてゼロ・エミッション車でなければならない。フランス・ティメルマンス欧州委員会気候行動担当委員によると、2021年の世界的なエネルギー危機に対する「最善の答え」は、「化石燃料への依存を減らすこと」である。

## 韓国
2020年、民主党が国民議会で絶対多数を獲得した後、その指導部はグリーン・ニューディールを推進し始めた。その内容は以下の通りである。
- 2050年までにカーボンニュートラルを達成する。韓国は東アジアで最初にこの目標にコミットした国である。
- 再生可能エネルギーへの投資を拡大する。
- 国内外での石炭への投資を停止する。
- 炭素税の創設
- 地域エネルギー移行センターを設立し、石炭労働者が苦しむことなく、グリーンな仕事に移行できるようにする[51]。

## イギリス
イギリスでは、グリーン・ニューディール・グループとニュー・エコノミクス財団が、2008年の世界金融危機からの脱出策としてグリーン・ニューディールを求める報告書を作成し、金融・税制部門の改革とエネルギー部門の変革を要求した。また、ブライトン・パビリオンの緑の党の国会議員であるキャロライン・ルーカスは、2008年の経済討論でこのアイデアを提起した。
2019年3月、労働党員は「Labour for a Green New Deal」という草の根キャンペーンを開始した。このグループの目的は、英国経済を変革し、不平等に取り組み、深刻化する気候危機に対処するために、急進的なグリーン・ニューディールを採用するよう党に働きかけることである。また、地域ごとのグリーンな雇用の 保証、公的所有権の大幅な拡大、産業の民主的管理、公共インフラへの大量投資も望んでいる。同グループは、米国でのサンライズ運動やアレクサンドリア・オカシオ＝コルテス下院議員の活動からインスピレーションを得たとしている。グループのメンバーは、進歩的なグループであるジャスティス・デモクラッツ党の共同設立者であるザック・エクスリーと会い、彼とオカシオ＝コルテスが米国でグリーン・ニューディール運動に取り組んだ経験から学んだ。
4月30日、エド・ミリバンド元労働党党首は、キャロライン・ルーカス、ローラ・サンディス 元サウス・タネット保守党議員とともに、英国におけるグリーン・ニューディールの必要性を訴えた。左翼運動団体モメンタムも、労働党のマニフェストにグリーン・ニューディールを盛り込むよう影響を与えたいと考えている。
2019年9月、労働党は2019年の年次大会でグリーン・ニューディールを約束した。これには2030年までに脱炭素化する目標が含まれていた。。 2019年10月下旬にYouGovが実施した世論調査では、英国の成人の56％が2030年またはそれ以前に英国をカーボンニュートラルにするという目標を支持していることがわかった。
2020年7月、英国政府はCOVID-19パンデミックからの「グリーン復興」を約束したが、これは不十分であり、石炭・石油・ガス汚染を継続させる規制の変更が欠けていると批判された。政治家やメディアによって広く支持された代替的な「グリーン復興法」が学術・シンクタンクグループによって発表された。これは、技術的な代替手段がまだない場合の例外を除き、すべての公共団体と規制当局に、すべての石炭、石油、ガスの使用を「技術的に実行可能な限り速やかに」終了させる義務を確立することを目標としている。

## アメリカ

### 初期の取り組み
2006年、グリーン・ニューディール・タスクフォースによって、炭素税、雇用保証、大学無償化、医療費一本化、公的プログラムの活用などを活用し、2030年までにクリーンで再生可能なエネルギーを100％普及させる計画として、グリーン・ニューディールが策定された。
2006年以降、グリーン・ニューディールは、2010年、2014年、2018年のハウイー・ホーキンスの州知事選挙キャンペーンや、2012年と2016年のジル・スタインの大統領選挙キャンペーンなど、複数の緑の党候補者の綱領に含まれている。
2014年のカリフォルニア州議会選では、CA-33の 無所属候補で作家のマリアンヌ・ウィリアムソンが選挙綱領でグリーン・ニューディールを支持した。

### オカシオ・コルテスとマーキーのグリーン・ニューディール

#### 背景
2018年11月の選挙後、民主党に「グリーン・ニューディール」派が台頭し始めた。シンクタンク「データ・フォー・プログレス」が2018年に立てた実現可能な「グリーン・ニューディール」のプログラムは、「労働プログラムと気候危機対策とのペア」と説明されていた。
2018年11月のVogueの記事には、「グリーン・ニューディールはまだ1つにはなっていない。今のところ、それは、かつてフランクリン・デラノ・ルーズベルトが 大恐慌後の経済再活性化のために行ったようにアメリカ政府が気候変動への対策に国を挙げて取り組むということを望むんでいる何人かの候補者が取っているスタンスだ」と述べている。
2018年中間選挙の1週間後、気候正義グループ「サンライズ・ムーブメント」は、ナンシー・ペロシの事務所で、ペロシに「グリーン・ニューディール」を支持するよう求める抗議行動を組織した。同日、1年目の下院議員アレクサンドリア・オカシオ＝コルテスは、グリーン・ニューディールに関する委員会を設立する決議案を提起した。これに続き、デブ・ハーランド、ラシダ・トライブ、イルハン・オマル、アントニオ・デルガドなど、複数の候補者が「グリーン・ニューディール」を支持することを表明した。その後数週間で、ジョン・ルイス、アール・ブルメナウアー、キャロリン・マロニー、ホセ・セラノの各議員も参加した。
11月末までに、18人の民主党議員が「グリーン・ニューディールに関する下院特別委員会」案を共同提案し、次期下院議員のアヤンナ・プレスリーとジョー・ネグセが支持を表明していた。草案では、この委員会に「経済的・環境的正義と平等」を促進しながら、米国経済を「カーボンニュートラル」にすることができる「詳細な国家・産業・経済動員計画」を課し、2020年初頭に発表し、90日以内に実施するための法案を提出することになっている。
グリーン・ニューディール構想を支持する団体には、サンライズ・ムーブメント、350.org、グリーンピース、シエラクラブ、絶滅の反乱、フレンズ・オブ・アースが含まれる。
2018年12月10日、ナンシー・ペロシとステニー・ホイヤーのキャピトル・ヒルの事務所で行われたグリーン・ニューディールを求めるサンライズ運動の抗議デモでは、レノックス・イヤーウッドと7歳のスピーカーが参加し、143人の逮捕者を出した。ユーロニュースは、「グリーン・ニューディール」、「言い訳するな」、「仕事をしろ」と書かれた看板を持った若者の映像を「ノーコメント」のコーナーで放映した。
2018年12月14日、40州から300人以上の地方選出議員からなるグループが、グリーン・ニューディールのアプローチを支持する書簡を発表した。同日、イェール気候変動コミュニケーション・プログラムが発表した世論調査によると、登録有権者の82％が「グリーン・ニューディール」を知らなかったものの、有権者の間では超党派の強い支持を得ていた。グリーン・ニューディールの背後にある一般的な概念を超党派で説明したところ、回答者の40％が「強く支持する」と答え、41％が「ある程度支持する」と答えた。
2019年1月10日、600を超える団体が、温室効果ガス排出削減政策への支持を表明する書簡を議会に提出した。これには、化石燃料採掘の段階的廃止と化石燃料補助金の廃止、2035年までに100％クリーンな再生可能エネルギーへの移行、公共交通機関の拡大、炭素排出権取引に依存しない厳格な排出削減などが含まれる。

#### グリーン・ニューディール決議

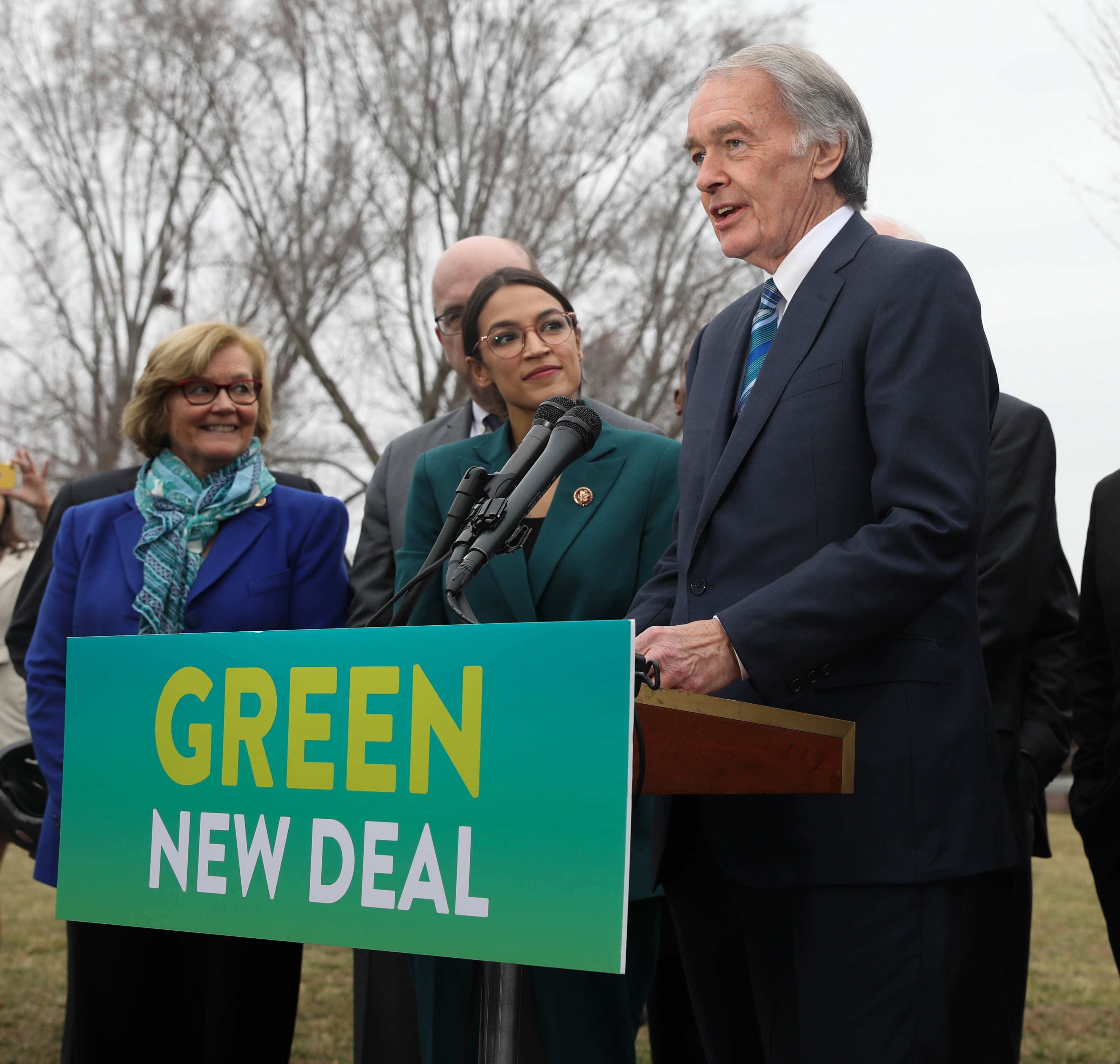
2019年2月、国会議事堂前でグリーン・ニューディールについて語るエド・マーキー

2019年2月7日、アレクサンドリア・オカシオ＝コルテス下院議員とエドワード・マーキー上院議員は、14ページにわたるグリーン・ニューディールの決議案（下院決議109、S. Res.59と密接に関連）を発表した。彼らの提案は、電気自動車や高速鉄道システムへの投資とともに、米国を100％再生可能な二酸化炭素排出ゼロのエネルギー源に移行させ、気候変動に対処するためのオバマ政権の計画の一部であった「炭素の社会的費用」を10年以内に実施することを提唱している。このグリーン・ニューディールは、国が支援する雇用を増やすだけでなく、貧困や不利な立場にある人々を含む「最前線で脆弱な地域社会」に改善の照準を合わせることで、貧困にも対処しようとしている。 決議には、国民皆保険、最低賃金の引き上げ、独占の防止などが盛り込まれた。
ワシントン・ポスト紙（2019年2月11日付）によると、決議案は「10年間の国家総動員」を求め、その主な目標は以下の通りである。

「家族を養える賃金の仕事、十分な家族・医療休暇、有給休暇、退職後の保障を、米国のすべての人々に保証する」
「(i)質の高い医療、(ii)手頃な価格で安全かつ適切な住宅、(iii)経済的安定、(iv)きれいな水、きれいな空気、健康的で手頃な価格の食料、自然へのアクセス」
「米国のすべての人々に、高等教育を含む教育資源、訓練、質の高い教育を提供する」
「クリーンで再生可能なゼロ・エミッションのエネルギー源によって、米国の電力需要の100％を満たす」
「技術的に可能な限り汚染や温室効果ガスの排出をなくすなど、米国のインフラを修復・改善する。」
「エネルギー効率の高い、分散型、スマートな電力網を構築またはアップグレードし、安価な電力アクセスを確保するための取り組み」
「米国内のすべての既存の建物を改良し、電化を含め、エネルギー効率、水効率、安全性、手頃な価格、快適性、耐久性を最大化するために新しくする」
「(i)ゼロ・エミッション車のインフラと製造、(ii)クリーンで手ごろな価格の利用しやすい公共交通機関、(iii)高速鉄道への投資を含め、技術的に可能な限り、運輸部門からの汚染と温室効果ガスの排出をなくすために、米国の運輸システムを見直す。」
「米国におけるクリーンな製造業の大発展を促し、製造業や産業界からの汚染や温室効果ガスの排出を技術的に可能な限り除去する。」
「技術的に可能な限り、農業部門からの汚染や温室効果ガスの排出をなくすために、米国の農家や牧場主と協力する」

#### 気候危機に関する下院特別委員会
気候変動に特化した委員会を設置するかどうか、そのような委員会にどのような権限を与えるか、委員会は特にグリーン・ニューディールの開発を任務とするかどうかについて、2018年後半にはさまざまな見方が浮上した。
次期下院委員長のフランク・パローンとピーター・デファジオは、これらの問題を下院エネルギー・商業委員会と下院運輸・インフラ委員会で扱うことを希望していると表明した。 （『Gentleman's Quarterly』に寄稿したジェイ・ウィリスは、長年にわたるパローンとデファジオの最善の努力にもかかわらず「地球の予後は改善されておらず、議員たちが別のアプローチを取ることを検討する時期に来ていることを示す、かなり説得力のある証拠となっている」と述べた。）
これに対し、ロー・カンナ下院議員は、キャップ・アンド・トレード法に関する2009年の法案を策定する際に効果的であったエネルギー自立と地球温暖化に関する特別委員会（2007年～2011年）の最近の例に基づき、グリーン・ニューディールに特化した特別委員会を設立することは「非常に常識的なアイデア」であると考えた。
気候危機に関する下院特別委員会の提案には「グリーン・ニューディール」の文言は含まれておらず、文書召喚や証人喚問の能力など、グリーン・ニューディール支持者が望む権限も欠けていた。
フロリダ州のキャシー・キャスター下院議員が委員長に任命された。

#### 2019年1月、環境保護団体が議会に宛てた書簡
2019年1月10日、グリーン・ニューディールを支持する626団体が署名した書簡が全議員に送られた。それは、「大気浄化法の拡大、原油輸出の禁止、化石燃料補助金と化石燃料リースの廃止、2040年までのすべてのガソリン車の段階的廃止」などの措置を求めた。
この書簡はまた、署名者が「炭素や排出権の取引や オフセット、炭素回収・貯留、原子力、廃棄物発電、バイオマスエネルギーなどの市場ベースのメカニズムや技術オプションに激しく反対する」ことも示している。
シエラクラブ、自然資源防衛協議会、環境防衛基金、ママのクリーンエアフォース、エンバイロメント・アメリカ、オーデュボン・ソサエティの6つの主要な環境保護団体は、この書簡に署名しなかった。
アトランティック誌の記事は、左翼シンクタンク『Data for Progress』で「別のグリーン・ニューディール計画」を作成したグレッグ・カーロックの回答を引用し、「IPCCや国連が作成したシナリオには、何らかの炭素回収なしに世紀半ばの脱炭素化を達成するものはない」と述べている。
MITテクノロジーレビューは、この書簡に対して「科学に立脚したグリーン・ニューディールを続けよう」と題する記事を掲載した。この記事によれば、書簡は国連気候変動委員会の最新報告書に明記された1.5℃の温暖化を防ぐために必要な「迅速かつ積極的な行動」に言及しているが、単に報告書の勧告を認めるだけでは不十分である。もし、この書簡の署名者たちが、カーボンプライシング、化石燃料の炭素回収、水力発電、原子力発電といった選択肢が検討のテーブルにすら載っていない状態から出発するのであれば、必要な1.5℃の温暖化目標を達成するための実現可能な技術的手段は存在しないかもしれない。
ウェブサイト『Axios』は、共和党穏健派が支持してきた炭素税が書簡に含まれていないことは、署名者がカーボンプライシングに反対していることを意味するものではないと示唆した。
ジョージ・メイソン大学の科学・技術・イノベーション政策センターの所長は、「組織が解決策についての硬直した考えを持ち続ける限り、前進することは難しいだろう。それが心配なのです」と述べた。

#### 批判
グリーン・ニューディールのいくつかの目標を支持する多くの人々は、そのうちの1つまたは複数の部分の実現可能性に疑念を示している。オバマの元科学顧問であるジョン・P・ホールドレンは、2030年の目標は楽観的すぎると考えており、2045年か2050年がより現実的だろうと述べている。
緑の党の多くのメンバーも、原子力発電の廃止や雇用の保証、2030年までにクリーンで再生可能なエネルギー経済を100％にするという目標から2030年までにアメリカの二酸化炭素排出量をゼロにするという目標への変更など、彼らの計画の複数の部分が削られていることから、この計画を非難している。
保守的な民主党指導者評議会傘下のシンクタンクである進歩政策研究所のポール・ブレッドソーは、再生可能エネルギー100％という非現実的な「熱望的」目標を設定することは、気候変動に対する「取り組みの信頼性」を損なう可能性があると懸念を表明した。
2009年に国連環境計画のために「グローバル・グリーン・ニューディール」案を作成した経済学者エドワード・バービエは、「連邦政府の大規模な雇用プログラム」に反対している。バービエは、「クリーンエネルギーへの民間部門の技術革新や投資を抑制している経済の歪みに対処する」ために、炭素税や キャップ・アンド・トレード制度などのカーボンプライシングを好んでいる。
ダイアン・ファインスタイン上院議員（カリフォルニア州選出）は、サンライズ・ムーブメントの若者たちから、なぜグリーン・ニューディールを支持しないのかと詰め寄られた際、「その費用を支払う方法がない」「共和党が支配する上院を通過させることはできない」と述べた。この対立の後のツイートで、ファインスタインは、「現実的で意味のある気候変動法を制定する」ことを約束し続けていると述べた。
2019年2月、中道右派のアメリカン・アクション・フォーラムは、この計画に今後10年間で51兆ドルから93兆ドルのコストがかかると試算した。 彼らはその潜在的なコストを1世帯あたり60万ドルと見積もっている。 同団体は、交通システムからの二酸化炭素排出をなくすためのコストを1.３～2.7兆ドル、すべてのアメリカ人に職を保証するのに6.8～44.6兆ドル、国民皆保険に36兆ドル近くを要すると見積もった。ブルームバーグ・ビジネスウィーク誌は、ウォール街はグリーン・ニューディールのために多額の資金を投じることを望んでいるが、議会がそれを前進させることを約束しない限りはそうしないと書いた。
アメリカ労働総同盟・産業別組合会議は、オカシオ＝コルテスへの書簡の中で、「労働者の権利と労働者との対話の呼びかけは歓迎するが、グリーン・ニューディール決議案は、組合員の雇用と経済の重要な部分に関わる具体的な解決策があまりにも不足している」と述べ、強い懸念を表明した。
『スレート』誌への寄稿で、アレックス・バッカは、グリーン・ニューディールが都市のスプロール現象の環境的、経済的、社会的影響に対処できていないと批判している。アダム・ミルサップは、グリーン・ニューディールが都市を環境に優しいものにするために公共交通機関に過度に依存していると批判している。彼は、人口密度を高めるための土地利用改革、ロードプライシング、駐車場要件の撤廃などを、モノセントリックな配置の都市にもポリセントリックな配置の都市にも、より柔軟に適用できる施策として提案している。
グリーン・ニューディールは左翼的な提案として紹介されることが多いが、それに対する批判は、グリーン・ニューディールが気候変動の緊急事態の真の原因、すなわち資本主義に内在する際限のない成長と消費の概念に取り組んでおらず、その代わりに資本主義をグリーンウォッシュしようとする試みであると主張する左翼の論者からも出されている。グリーン・ニューディールに対する左翼の批判者は、資本主義の中でグリーン政策や実践を収益化するのではなく、反成長に向けた反資本主義的な政策が必要だとしている。

#### 支持者
2019年9月、ナオミ・クラインは『地球が燃えている ー 気候崩壊から人類を救うグリーン・ニューディールの提言』を出版した。同書は、気候変動から地球を守るために必要な緊急行動に焦点を当てたエッセイ集である。 クラインは冒頭のエッセイでグレタ・トゥーンベリとの出会いについて述べ、気候変動への認識と変革を訴える人々の中に若者が入ってきていることについて論じている。彼女は本書を通してグリーン・ニューディールを支持し、最後のエッセイでは2020年のアメリカ大統領選挙についてこう述べている。「だからこそ私はこの本を書き、今出すことにしたのであり、最も野心的なグリーン・ニューディール政策を掲げる候補者を支持するよう人々を後押しするため、つまり彼らが予備選で勝利し、そして総選挙で勝利するために、私ができることは何でもするつもりだ」

#### 反対派
個人
- 2019年2月9日、ドナルド・トランプ米大統領はツイッターを通じて以下のように皮肉を使って反対の声を上げた：「民主党がグリーン・ニューディールを推進することは非常に重要だと思う。いわゆる "カーボン・フットプリント "のために、すべての飛行機、車、牛、石油、ガス、軍隊を永久になくすことは素晴らしいことだ。素晴らしい！」[113]
- 民主党のダイアン・ファインスタイン上院議員は、「その費用を支払う方法がない」とこの計画に反対し、独自の絞り込まれたバージョンを起草中である。 民主党のジョー・マンチン上院議員は、この計画を「夢物語」だと批判し、「信頼できる手頃なエネルギーに依存する地域を苦しめるだろう」と付け加えた[114]。
- 共和党のホワイトハウス補佐官であるセバスチャン・ゴルカは、この協定を「スターリンが夢見たが実現しなかったもの」と呼び、「彼ら（協定推進派）は、あなたのピックアップトラックを奪いたいのだ。彼らはあなたの家を建て直したがっている。彼らはあなたのハンバーガーを取り上げたいのだ。ハンバーガーについての発言は、保守派による協定に対する一般的な批判であり、彼らはオカシオ=コルテス下院議員がワシントンのレストランで彼女の首席補佐官にハンバーガーを一緒に食べさせたことを批判している[115]。
- 2019年2月13日、マーク・ウォーカー下院議員（ノースカロライナ州選出）は、自身の認証済みツイッターアカウントで、#GNDisFyreというハッシュタグを使って、グリーン・ニューディールを失敗したファイア・フェスティバルと比較するパロディ動画を公開した[116][117]
- 2019年3月14日、ユタ州議会第1区を代表する共和党のロブ・ビショップ議員は、この法案は「ジェノサイドに等しい」と発言し、その直後に自分の発言は「言い過ぎかもしれないが、大げさではない」と付け加えた[118]。
- 2020年8月13日のFOXビジネスのインタビューの中で、ドナルド・トランプ大統領は再び反対を表明し、グリーン・ニューディールを採用すればエンパイア・ステート・ビルを取り壊し、すべての動物を廃止することになると宣言した[119][120]。

#### 立法結果
3月26日、民主党は「演出」と称し、共和党は討論や専門家の証言を認めないまま決議案の早期採決を求めた。これに抗議して、民主党議員42名と民主党とコーカスを組む無所属議員1名が「出席」に投票し、上院議場では57対0で否決された。民主党議員3名と民主党とコーカスを組む無所属議員1名が法案に反対票を投じ、他の票は党派に沿っていた。

#### 2020年大統領選挙
緑の党の2020年大統領候補であるハウイー・ホーキンスは、2030年までに温室効果ガス排出ゼロとクリーンエネルギー100％を達成するというグリーン・ニューディールを掲げて立候補した。
民主党の大統領候補で次期大統領のジョー・バイデンは、同党のメンバーが提案したグリーン・ニューディール計画の全面的な支持を拒否しているが、再生可能エネルギーの発電量の増加、よりエネルギー効率の高い建物への移行、自動車の燃費基準の引き上げを約束している。2020年7月8日に発表されたバイデンとサンダースの両陣営が策定した共同政策提案には、グリーン・ニューディールは含まれていない。

### バイデン政権の気候変動対策
2021年、パリ協定への再加盟など、バイデン大統領による初期の気候関連の行政行動は、オカシオ・コルテス議員とマーキー上院議員が提案した2019年のグリーン・ニューディールと共通点が多いと批評家は指摘した。 マイク・クランサーによれば、バイデン大統領の「クリーンエネルギー革命と環境正義のための計画」と2019年の提案は非常によく似ているが、重要な違いは、バイデン計画には炭素回収・貯留技術の重要な役割が含まれていることである。2030年までに2005年の米国の温室効果ガス排出量を半減させると約束したバイデン大統領のインフラパッケージは、オカシオ・コルテス議員を含む進歩派からは、気候変動の緩和に必要な規模を達成するには野心的でないと批判されている。バイデンの気候変動対策は、市民自然保護隊に倣った市民気候隊創設につながる彼の「アメリカン・ジョブズ・プラン」と「アメリカン・ファミリーズ・プラン」に盛り込まれている。

### 2021年再導入
2021年4月20日、オカシオ＝コルテス議員、マーキー上院議員、そして民主党の同僚議員たちは、ナショナル・モールでグリーン・ニューディール決議を再提出した。同決議案は、気候変動がもたらす脅威と、気候変動に関する政府間パネルによって概説された排出目標を達成することを再確認する米国の責任を再確認するものである。

### レッドディール
2021年4月、先住民擁護団体レッドネイションは レッドディールを発表した。レッドディールは、グリーン・ニューディールを補完するためにデザインされた提案であり、気候変動を食い止めるためにデザインされた反資本主義と先住民の脱植民地化の様々な提案が盛り込まれている

### ボストン・グリーン・ニューディール
ボストン市のミシェル・ウー市長は、2020年に提唱したボストン・グリーン・ニューディールの実施を推進している。彼女は2021年に市長に就任した。

## 国連
2007年にトーマス・フリードマンによってグリーン・ニューディール構想が提唱され、英国のグリーン・ニューディール・グループによって策定された後、国際連合によって国際的なグリーン・ニューディール構想が進められた。2008年10月22日、国連環境計画（UNEP）の アヒム・シュタイナー事務局長は、2008年の金融危機への対応としてグローバル・グリーン・ニューディール構想を発表した。国連は2009年も、G20とその加盟国全体に対して、グローバルなグリーン・ニューディールを推進し続けた 。国際的なグリーン・ニューディールは、ゴードン・ブラウンによっても支持された。しかし、ケインズ主義的な景気刺激策への短期間での世界的な回帰をもたらしたブラウンらの成功にもかかわらず、追加的な政府支出の焦点は、グリーン経済への移行を加速させることよりも、既存の経済活動を支援することにあった。2019年、国連高官らは再び世界的なグリーン・ニューディールを呼びかけた。 2021年7月、グリーン・ニューディールのためのグローバル・アライアンスが発足し、世界中の政治家が国際的なグリーン・ニューディールのキャンペーンを展開した。

## 日本
環境省は2009年に、日本版グリーンニューディールとして「緑の経済と社会の変革」を発表した。その内容を「環境を切り口とした経済・社会構造の変革を通じて、あるべき日本の姿を提示し、活力ある日本を取り戻すきっかけとするもの」としている。内容は省エネ家電・省エネ住宅・次世代自動車の普及、排出量取引のルール整備、再生可能エネルギーの推進等となっており、2020年をめどに発電電力量に占める「ゼロエミッション電源」の割合を50％以上にするとしている。